# Mani (beteende)
Mani (av grekiska mania i betydelse raseri eller galenskap) är ett tvångsmässigt beteende, som bygger på att man dras till vissa saker. Kan liknas vid en form av överdriven fixering. Ofta får personer med en mani en känsla av välbehag när de utför en manisk handling. Ett exempel kan vara kleptomani där en person kan stjäla saker som denne inte alls har någon nytta av enbart för att få denna känsla av välbehag.

## Lista över manier
- bibliomani - bokvurmande
- anglomani - överdrivet intresse för England
- germanomani - överdrivet intresse för Tyskland och germansk mytologi
- grekomani - överdrivet intresse för Grekland
- fennomani - finskhetsvurm
- svekomani - svenskhetsvurm
- xenomani - överdrivet intresse för allt utländskt
- monomani - överdrivet intresse för enda sak
- kleptomani - stjäla
- pyromani - tända eld
- mytomani - ljuga
- nymfomani - "överdriven" könsdrift hos kvinnor, manliga motsvarigheten är Satyriasis
- metromani - rimma
- logomani - ett starkt behov hos en person att höra sin egen röst
- didaktomani - bildningsiver
- grafomani - skriva
- poriomani - vandra
- hypomani - en lindrigare form av mani, dock kontinuerlig och yttrar sig som lättretlighet och/eller upprymdhet och kreativitet. Men dessa symptom är svagare (hypo = under) de överdrivna svängningarna i stämningsläge som finns i det bipolära symptomkomplexet .